# Ekwilibrystyka

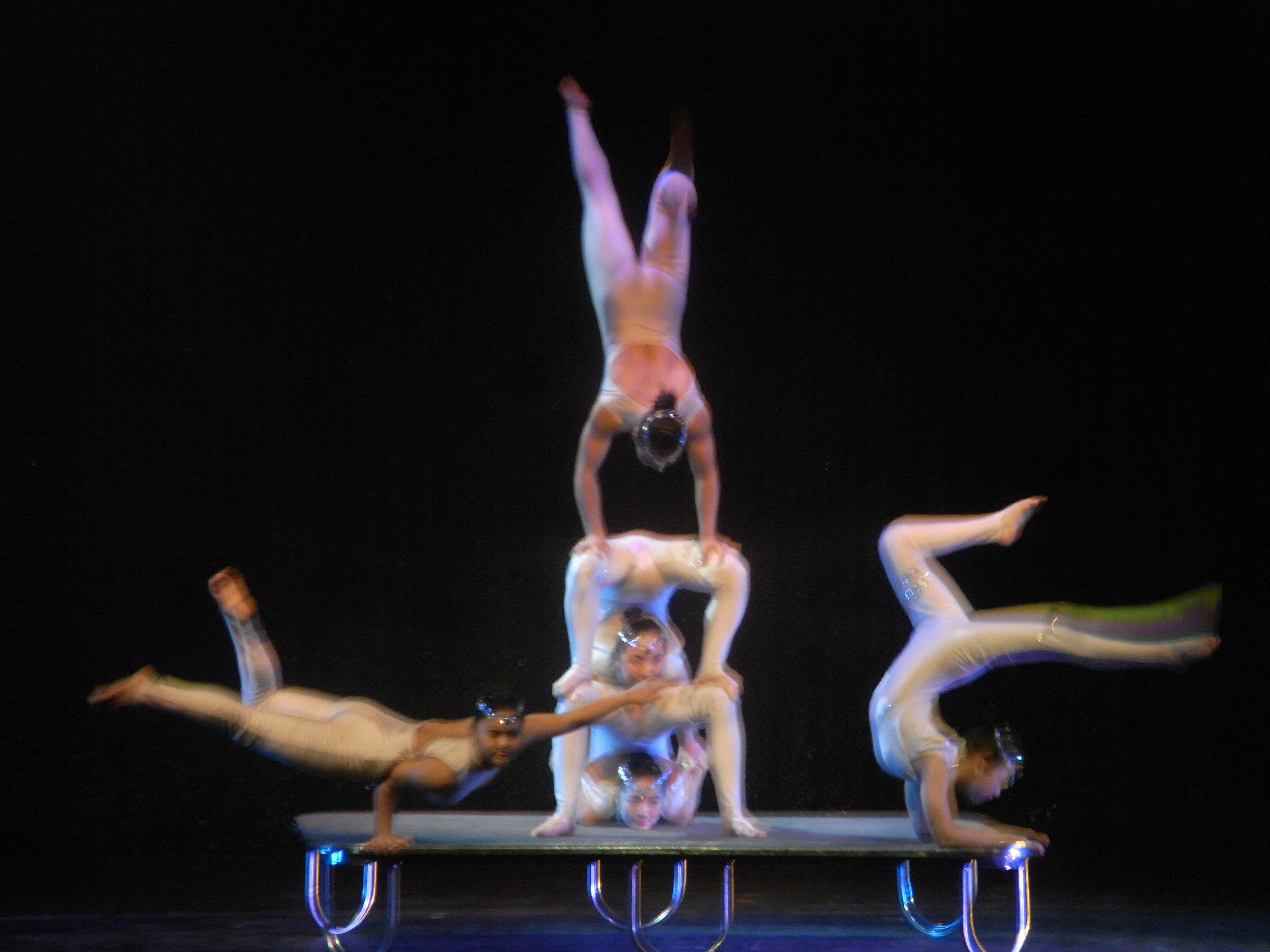
Ekwilibrystyka

Ekwilibrystyka – gatunek akrobacji cyrkowych polegających na wykonywaniu ćwiczeń gimnastycznych przy jednoczesnym utrzymywaniu równowagi. Ekwilibrysta utrzymuje równowagę w warunkach celowo utrudnionych, np. tzw. "stójka" lub balans, "wałki".